# بوينتيارياس
بلدية بوينتيارياس (بالإسبانية: Puenteareas) هي بلدية تقع في مقاطعة بونتيفيدرا التابعة لمنطقة غاليسيا شمال غرب إسبانيا.

## الديموغرافيا
يبلغ عدد سكان بلدية بوينتيارياس 23.561 نسمة عام 2011 (وفقاً للمعهد الوطني للإحصاء الإسباني).
| 17.360 | 17.938 | 19.475 | 21.378 | 22.411 | 23.172 | 23.561 |

## أعلام
- إيميليو رودريغيث
- ألبارو بينو
- ديليو رودريغيث
- أبيل كاباييرو